# Штернбергерова палата у Прагу
Штернбергерова палата у Прагу некада дворац царског грофа Вацлава Војтеха од Штернберга, почев од 1947. године један од депоа и галеријских простора у коме се чувају и излажу ремек дела ликовне уметности. Палатом данас газдује Национална галерија у Прагу, чији је претходник, „Галерија слика Друштва патриотских пријатеља уметности”, у овом дворцу била смештена у другој половини 19. века. Тренутно се овде налази стална поставка европског сликарства Националне галерије из Прага.

## Положај
Штернбергерова палата се налази у улици Храдчанске намести 15, нешто даље од Храдчана (прашког замак који се налази у овој градској четврти) на самој ивици јарка Јелени, са леве стране од једног од крила Надбискупске палате, у главном граду Чешке Прагу.  

## Историја
Градитељ палате био је царски гроф Вацлав Војтеха од Штернберга (1643⁠—⁠1708), који је као потомак једне од најстаријих племићких породица припадао најмоћнијим чешким аристократама. Он је 1690. године купио  земљиште у близини прашке надбискупске палате, где је стајала старија кућа средњовековног порекла на топографски сложеној парцели стрмо нагнутој према јарку Јелени.
Нови власник је одмах започео планирање изградње велике резиденције, која се догодила у периоду од 1699⁠. до 1708. године и приписује се градитељу Ђованију Батисти Алипрандију. Међутим, помињу се и имена других могућих градитеља: Доменико Мартинели, Ц. Фонтана, Криштоф Диентзенхофер, Јохан Бернхард Фишер из Ерлаха или Јан Блажеј Сантини-Аихел. Када је градитељ палате умро 1708. године, зграда је била само делимично завршена.
Палата је била породично власништво до 1811. године као фидеикомис и у њој се налазило Друштво родољубивих пријатеља уметности, које је зграду продало 1871. године.
Неколико година палата је служила као установа за ментално оболеле и припадала је војсци након Првог светског рат.
После Другог светског рата постала је седиште ново конституисане Националне галерије у Прагу.
- Изложбени простор палате

## Изглед
Четвороделна двоспратне палате затвора скоро квадратно унутрашње двориште. Фасада ове барокне грађевине окренута је према потоку који тече у Јеленском рову. На западној страни формиран је мали врт са баштенским рибњаком и скулптурама. Средњи део предњег (западног) крила (све до крова) штрчи напред у круг.
Улаз у палату је са пешачке стазе која је некада била изграђена на месту стазе која је повезивала Храдин трг са Јеленским ровом. Са краја овалног предсобља, монументално степениште води до горњих нивоа. Под кровом је формирано осликано  поткровље, некада необично у Чешкој које је наслеђено из француске архитектуре .
Зидови окренути ка унутрашњем дворишту украшени су богатим штукатурним украсима. Медаљони прозора на другом спрату били су украшени портретима римских царева. Рељеф приказује догађаје и легенде о Хераклу (легенду о Миносу, Хидру из Лерна, лава из Немеје, пораз Титана). 
- Део зидне декорације палате

До 1947. године, у унутрашњем врту палата стајала је монументална статуа Француза Антоана Лоуса Барија на којој је приказан лав који растрже џиновску змију.
Плафоне у ходницима на другом спрату дизајнирао је Ђузепе Донато Фрисони . Слике које украшавају плафоне две сале смештене су у овалне оквире (нпр самоубиство краљице Дидоне из Картагине, оплакивање краљице Артемида од краљице Халикарнаса) дело су  Михаила Вацлава Халвакса.
Митолошки тематску плафонску слику суседне собе насликао је Матеј Нетел.
На плафонима кинеског салона и античног салона Јан Рудолф Бис алегоријски је приказао ликове на грбу породице Штернберг.
Опремање кинеског салона у кинеском стилу било је поверено Јане Вацлаве Кратохвилу .
Фреске на првом спрату (алегорије планета и континената, као и портрети познатих личности попут Христофора Колумба) су замрачени како не би одвратили пажњу са изложених уметничких дела.
Из  баште палате пружа се предиван поглед на Краљевске вртове и северни део града.

## Намена
Данас је Штернбергерова палата на Храдчанским наместима, упркос само фрагментарно очуваној оригиналној декорацији, важан драгуљ архитектуре високог барока у Прагу. У згради и њеној изгледу сусрећу се и утицаји различитих праваца, који стварају идеалан простор за излагање уметничка дела различитих стилова и времена. Полазећи од овога у овој палати која је главна зграда Чешке националне галерије, могу се видети изложене дела страних уметника из ових периода:
- 15–19. век  - немачка и аустријска уметност, из колекције надвојводе Франца Фердинанда.
- 14–18. век - италијанска уметност,  која садржи дела старијих тосканских мајстора , дела венецијанске школе (радионица Виварини) и ремекдела флорентинског маниризма,
- 15–18. век - фламанска и холандска  уметност;
- 15–18. века шпанска, а француска и енглеска уметност;[2]

## Галерија
- Део слика изложених у палати